# 法國國鐵BB 7200型電力機車
BB 7200型电力机车是法国阿尔斯通公司为法国国家铁路公司设计制造的一种干线电力机车，适用于供电制式为1500伏直流电的电气化铁路，是BB 15000型交流电力机车和BB 22200型双电流制电力机车的系列产品，在1976年至1985年共制造了146台。

## 机车命名
| 车号 | 名称                                         |
| ---- | -------------------------------------------- |
| 7203 | 圣佛尔（Saint-Flour）                        |
| 7221 | 圣阿芒蒙特龙（Saint-Amand-Montrond）         |
| 7223 | 拉索特年（La Souterraine）                   |
| 7232 | 苏雅克（Souillac）                           |
| 7236 | 尚贝里（Chambéry）                           |
| 7237 | 皮埃尔拉特（Pierrelatte）                    |
| 7238 | 托农莱斯拜恩斯（Thonon-les-Bains）           |
| 7239 | 圣皮埃尔－达尔比尼（Saint-Pierre-d'Albigny） |
| 7240 | 圣艾蒂安（Saint-Étienne）                    |
| 7241 | 维勒班（Villeurbanne）                       |
| 7242 | 维埃纳（Vienne）                             |
| 7243 | 圣乔治新城（Villeneuve-Saint-Georges）       |
| 7244 | 瓦雷纳叙尔塞纳（Vernou-la-Celle-sur-Seine）  |
| 7253 | 蒙雷若（Montrejeau）                         |
| 7256 | 凡伦顿（Valenton）                           |
| 7270 | 河畔索尔格（Entraigues-sur-Sorgues）         |
| 7410 | 丰特奈苏斯博伊斯（Fontenay-sous-Bois）       |
| 7411 | 阿泽尔格河畔拉米尔（Lamure-sur-Azergues）    |